# Virginia Kravarioti

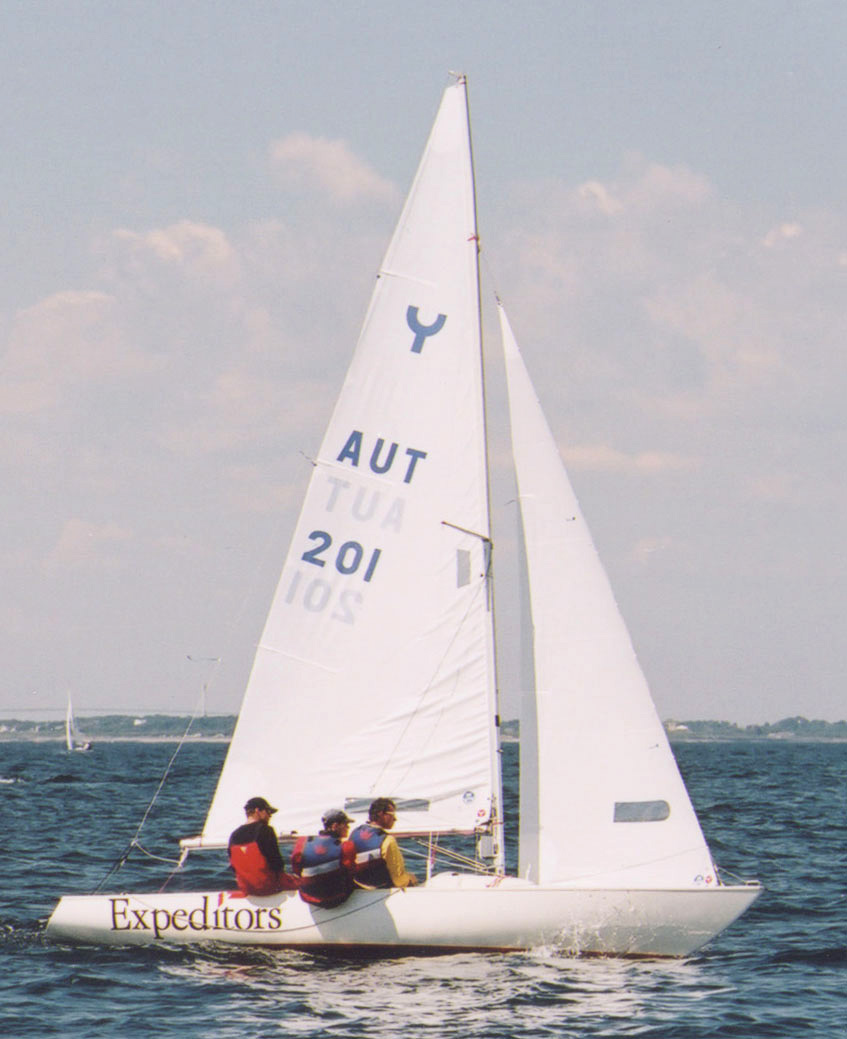
In einem Yngling wurde Kravarioti 2008 Olympiadritte…

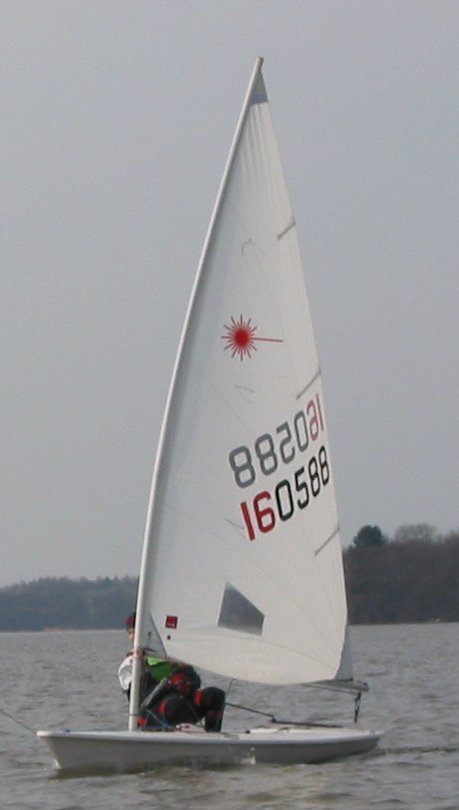
… und in einem Laser Radial 2004 Olympianeunte

Virginia Kravarioti (griechisch Βιργινία Κραβαριώτη, * 27. April 1984 in Athen, Griechenland) ist eine griechische Regattaseglerin. Ihre größten Erfolge feierte sie bei den Olympischen Spielen: 2004 in Griechenland erreichte sie im Laser Radial Platz 9 und 2008 in China im Yngling-Kielboot (mit Sofia Bekatorou und Sofia Papadopoulou) die Bronzemedaille.

## Leben
Virginia Kravarioti begann mit zehn Jahren auf einem Optimisten mit dem Segeln und nahm vierzehnjährig erstmals an einer Regatta teil. Sie gewann 1998 die griechische Meisterschaft in der Jolle Laser Radial, einer etwas kleineren Version der Einhandjolle Laser. Im nächsten Jahr nahm sie an ihrer ersten internationalen Regatta teil, der Nachwuchsregatta Youth Worlds in Finnland.
In den nächsten Jahren segelte Kravarioti weiterhin vor allem im Laser Radial. Bei den Olympischen Spielen 2004 in Athen, bei denen es keine Wettbewerbe im Laser Radial und keine reinen Frauenwettbewerbe im Laser gab, trat sie in der Bootsklasse Europe an und erreichte den 9. Platz. Im folgenden Jahr gelang ihr, wieder im Laser Radial, auf der internationalen Holland Regatta im niederländischen Medemblik ein vierter Platz. Bei der Weltmeisterschaft im brasilianischen Fortaleza startete sie hingegen nur in der weniger leistungsstarken Klasse der Silver Fleet, in der sie allerdings den siebten Platz belegte. Die Laser-Radial-Weltmeisterschaften 2006 in Los Angeles, 2007 im portugiesischen Cascais und 2008 in Auckland beendete sie auf den Plätzen 18, 43 bzw. 40. Bei den Europameisterschaften erreichte Kravarioti 2005 im kroatischen Split den 25. (laut einem anderen Beleg den 29.), 2006 im italienischen Riccione den 31., 2007 im niederländischen Den Haag den 11. Platz.
Kravarioti begann außerdem, mit der 470er-Weltmeisterin und -Olympiasiegerin Sofia Bekatorou und Sofia Papadopoulou (Σοφία Παπαδοπούλου) auf dem Kielboot Yngling zu trainieren. Die drei Griechinnen wurden 2008 im spanischen Blanes bei der Yngling-Europameisterschaft, die auch nicht-europäischen Seglern offensteht, Zehnte (Neunte in der rein europäischen Wertung). Bekatorou und Papadopoulou war bereits mit ihrer vorherigen Segelpartnerin Christina Charamountani (Χριστίνα Χαραμουντάνη) die Qualifikation zu den Olympischen Spielen 2008 in China gelungen. Obgleich bei diesen Spielen erstmals für Frauen ein Laser-Radial-Wettbewerb abgehalten wurde, nahm Kravarioti daraufhin im Yngling an den Spielen teil. Beim in Qingdao abgehaltenen olympischen Yngling-Wettbewerb konnten sich Bekatorou, Papadopoulou und Kravarioti in den einzelnen Rennen nach einem anfänglichen 10. und 12. Platz bis auf einen zweiten Platz (5. Rennen) verbessern und gewannen schließlich die Bronzemedaille.